# Brajkovići
Brajkovići es un pueblo ubicado en la municipalidad de Kosjerić, en el distrito de Zlatibor, Serbia.

## Superficie
Posee una superficie de 13,18 kilómetros cuadrados.

## Demografía
Hasta 2011 la población era de 715 habitantes, con una densidad de población de 54,25 habitantes por kilómetro cuadrado.